# Tisowica (rezerwat)
Tisowica (bułg. Тисовица) – rezerwat przyrody w południowo-wschodniej Bułgarii.
Został założony w 1990 roku w celu zachowania naturalnych ekosystemów leśnych buka wschodniego, cisa pospolitego i dębu węgierskiego oraz siedlisk rzadkich i zagrożonych gatunków roślin i zwierząt. Rezerwat porasta grąd.